# پاول بادئا
پاول بادئا (رومانیایی: Pavel Badea؛ زادهٔ ۱۰ ژوئن ۱۹۶۷) بازیکن فوتبال اهل رومانی است.
از باشگاه‌هایی که در آن بازی کرده‌است می‌توان به باشگاه فوتبال آویسپا فوکوئوکا، باشگاه فوتبال کاشیوا ریسول، باشگاه فوتبال سوون سامسونگ اشاره کرد.